# 浙江安息香
浙江安息香（学名：Styrax zhejiangensis）为安息香科安息香属下的一个种。

## 扩展阅读
- 維基物種上的相關：浙江安息香